# Vliet en Burgh
Vliet en Burgh of Vlietenburgh is een voormalige buitenplaats in de Nederlandse plaats Voorburg, provincie Zuid-Holland. Het oorspronkelijke 17e-eeuwse landhuis is enkele malen verbouwd, voordat het in 1908 door de huidige villa werd vervangen.

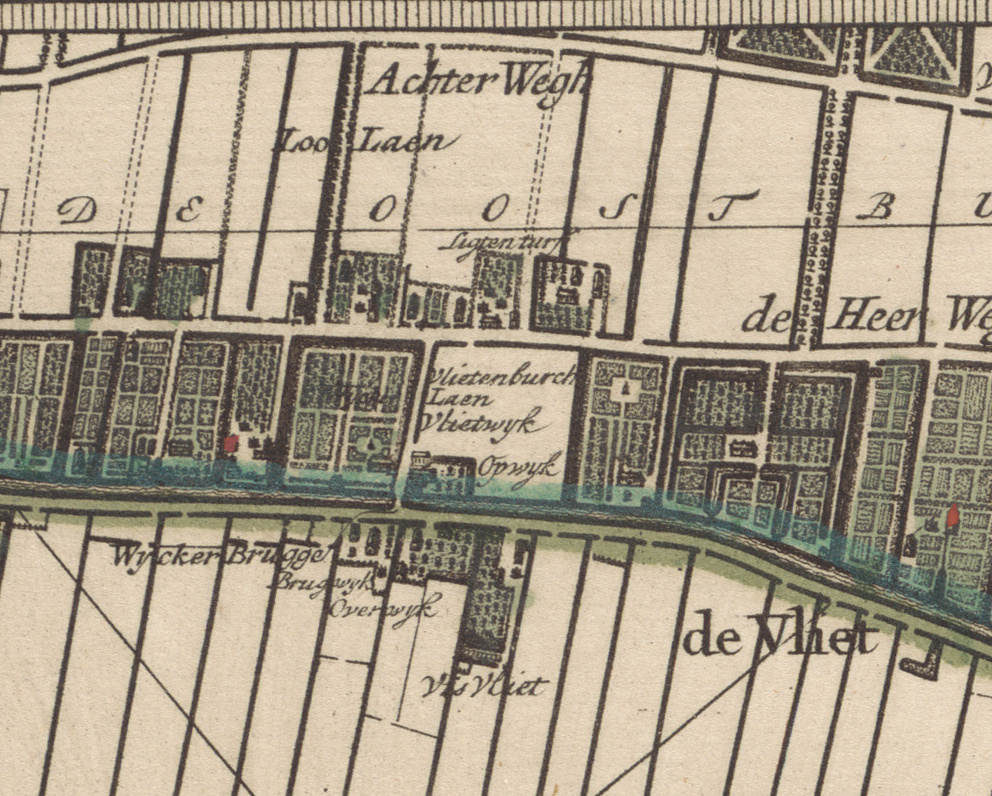
Vliet en Burgh op een kaart uit 1712

## Geschiedenis
In 1680 kocht mr. Johan Hooft van Cornelis Gerritsz een stuk grond waar een huis, schuur en hooiberg op stonden. Een jaar later had hij alles af laten breken en op deze plek een landhuis gebouwd.
Hooft verkocht in 1722 de buitenplaats aan de arts Johan Hendricus Cuyper. Na Cuypers dood verkocht zijn weduwe in 1738 het huis aan Sebastien Thierry de Bye. Diens zoon Bernardus gebruikte Vliet en Burgh als zomerhuis.
Na het overlijden van Bernardus in 1783 veranderde de buitenplaats nog enkele malen van eigenaar. Een van hen was de patriot Wybo Fijnje, die Vliet en Burgh in 1783 aankocht maar vanuit zijn ballingschap in Frankrijk de buitenplaats in 1791 weer van de hand deed.
In 1803 kwam de buitenplaats in handen van Johannes Siberg, gouverneur en commissaris-generaal van Nederlands-Indië. Waarschijnlijk heeft hij het huis zelf nooit gezien omdat hij voornamelijk in Batavia verbleef. In 1811 verkocht hij Vliet en Burgh weer.
Gedurende de 19e eeuw wisselde de buitenplaats regelmatig van eigenaar. Het huis is in die periode ook enkele malen verbouwd.

### Nieuwbouw
In 1907 kocht Marten Hoos de buitenplaats aan. Hij liet het oude huis slopen en bouwde er een nieuwe villa in traditionalistische stijl, naar ontwerp van de architect F.A. Bodde. Al in 1908 was het huis zo goed als gereed in op 10 mei 1909 kon Hoos het huis betrekken. Hij verkocht Vliet en Burgh in 1915 al weer aan G. Kehlenbrink.
Kehlenbrink hield het huis drie jaar in bezit en verkocht in 1918 alles aan zijn buurman Cornelis Blad, maar bleef er wel met zijn gezin als huurder wonen. Dit ging goed tot 1920: toen overleed Cornelis Blad onverwacht en diens weduwe besloot Vliet en Burgh te verkopen, zodat Kehlenbrink op zoek moest naar andere woonruimte. Het huis wisselde in korte tijd enkele malen van eigenaar, totdat het in 1923 werd gekocht door Bart Wilton, die zelf in het naastgelegen Eemwijk woonde.

### Kouwenhoven
H.J. Kouwenhoven, mededirecteur van de Bank voor Handel en Scheepvaart, kocht het huis in 1938. Hij betrok het huis met zijn vrouw en 15 kinderen. Regelmatig nodigde hij de kinderen van het doveninstituut Effatha uit om de buitenplaats te bezoeken.
Tijdens de Tweede Wereldoorlog lag Vliet en Burgh tussen twee kantoren van de Duitse bezetter in: Eemwijk was door de SS in bezit genomen en huisnummer 100 was in gebruik bij de Wehrmacht. Kouwenhoven nam desondanks onderduikers in huis.
In 1948 stierf Kouwenhoven. Zijn gezin bleef tot 1953 op Vliet en Burgh wonen maar toen verkocht zijn weduwe de buitenplaats aan het Leger des Heils om – in de geest van kindervriend Kouwenhoven - er een kindertehuis te kunnen vestigen.

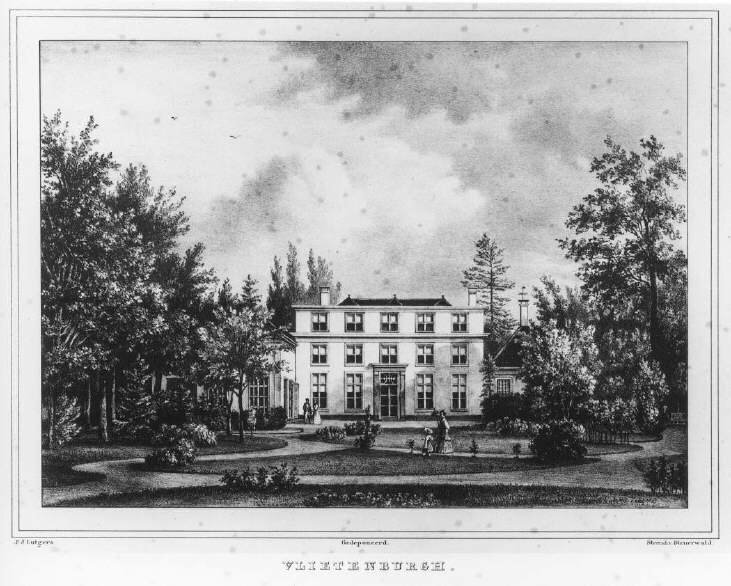
Vliet en Burgh in 1855

## Beschrijving
Het landhuis uit 1681 was twee verdiepingen hoog, afgedekt door een schilddak. Aan weerszijden stonden blokvormige gebouwtjes met puntdaken. Tegen de noordoostgevel was een smalle toren met spits gebouwd. Aan de achterzijde, richting de Vliet, was aan smallere aanbouw, waardoor het landhuis de vorm van een T kreeg. Rondom het huis lagen tuinen; tussen Oosteinde en de Broeksloot lagen gebruiksgronden met bos en weiland.
Eind 18e of begin 19e eeuw is het torentje afgebroken, waarschijnlijk wegens bouwvalligheid. Eigenaar Siberg verkocht in 1807 de gronden tussen Oosteinde en de Broeksloot nadat hij het bos had laten rooien.
In de 19e eeuw is het huis verbouwd. Een tekening uit 1855 toont een huis met drie verdiepingen: de extra verdieping betreft waarschijnlijk de voormalige zolder. De plaatsing van ramen en ingang was aangepast en van de twee blokvormige gebouwtjes was er één vervangen door een nieuwe, grote aanbouw. Rondom het huis was een tuin in landschapsstijl aangelegd. Overigens is later die eeuw het huis weer verlaagd door de bovenste verdieping om te bouwen naar een gewone zolder.
Het huidige pand is in 1908 naar ontwerp van F.A. Bodde gebouwd in een traditionalistische stijl. Nadat Kouwenhoven het huis in 1938 had gekocht, liet hij door Albert van Essen het huis en de tuin aanpassen.
Arentsburgh · Damsigt · Duivenstein · Eemwijk · Heeswijk · Hoekenburg · Hoekvliet · Hofwijck · In de Wereldt is veel Gevaer · Leeuwensteijn · De Loo · Middenburg · Middendorp · Noordervliet · Rusthof · Schoonoord · Sionslust · Vliet en Burgh · Vreugd en Rust · Vrijburg · De Werve